# Scum (album của Napalm Death)
Scum là album phòng thu đầu tay của ban nhạc grindcore người Anh Napalm Death. Nó được phát hành ngày 1 tháng 7 năm 1987 qua Earache Records.
Mặt A được thu âm với số tiền 50 bảng tại phòng thu Rich Bitch (Birmingham, Anh) vào tháng 8 năm 1986. Ban nhạc ban đầu có ý định dùng nó để làm split cùng nhóm crossover thrash Atavistic. Sau nhiều sự thay đổi nhận sự, nửa còn lại của Scum được thu âm vào tháng 5 năm 1987. Hai mặt này được gộp lại và phát hành. Chỉ có tay trống Mick Harris góp mặt trên cả hai mặt của album.
"You Suffer" được Sách Kỷ lục Guinness liệt kê là bài hát ngắn nhất thế giới với chiều dài chỉ 1,316 giây.

## Âm nhạc
Âm nhạc của Scum kết hợp giọng gầm gừ (growl) với những đoạn guitar riff điển hình của hardcore punk, tiếng bass bị biến âm nặng, và tiếng trống rất nhanh xen kẽ với những đoạn trống chậm. Những đặc điểm trên được xem là đã đặt nền móng cho grindcore. 28 track trong album có chiều dài tổng công chừng 33 phút và không có bất kì cấu trúc âm nhạc rõ ràng nào, trừ Siege of Power có cấu trúc verse và chorus (điệp khúc) thông thường, đây cũng là ca khúc dài nhất album. Với vài thính giả, phần giọng không được dùng để "hát" mà được sử dụng như một nhạc cụ khác. Trong khi mặt A hoàn toàn dựa trên hardcore punk và anarcho-punk thì mặt B có sử dụng guitar down-tune điển hình trong metal.
Phần lời mang xu hướng cánh tả, gồm nhiều chủ đề như tham nhũng và phân biệt chủng tộc, môi trường ("Point of No Return"), chủ nghĩa tư bản và sự tham lam ("Success?") và các vấn đề xã hội khác. "Multinational Corporations" và "Instinct of Survival" tập trung vào sự bóc lột con người của các tổ chức quốc tế:
| Advertise the product you make, Never give but always take. Clingfilmed flesh and genocide A contented life while millions die | Quảng cáo sản phẩm các người làm ra, Không bao giờ cho, luôn luôn lấy. Đóng gói máu thịt và tội diệt chủng Một cuộc đời thỏa mãn khi hàng triệu người chết. |

## Tiếp nhận
| Đánh giá chuyên môn | Đánh giá chuyên môn |
| Nguồn đánh giá      | Nguồn đánh giá      |
| Nguồn               | Đánh giá            |
| ------------------- | ------------------- |
| AllMusic            | [ 9 ]               |
| The Metal Forge     | 10/10               |
| Metal Forces        | 9.1/10              |
| Pitchfork Media     | 8.4/10              |

Năm 2005, độc giả của tạp chí Kerrang! chọn Scum làm album vĩ đại thứ 50 của nước Anh, và năm 2009 album được xếp ở vị trí số 5 trong danh sách "Essential European grindcore albums" của Terrorizer'. Scum cũng xuất hiện trong quyển 1001 Albums You Must Hear Before You Die của Robert Dimery.

## Danh sách track
Tất cả lời bài hát được viết bởi Nik Bullen and Justin Broadrick; tất cả nhạc phẩm được soạn bởi Napalm Death.
| Mặt A            | Mặt A                        | Mặt A                       | Mặt A      |
| STT              | Nhan đề                      | Sáng tác                    | Thời lượng |
| ---------------- | ---------------------------- | --------------------------- | ---------- |
| 1.               | "Multinational Corporations" | Nicholas Bullen             | 1:06       |
| 2.               | "Instinct of Survival"       | Justin Broadrick, Bullen    | 2:26       |
| 3.               | "The Kill"                   | Broadrick, Bullen           | 0:23       |
| 4.               | "Scum"                       | Broadrick, Bullen           | 2:38       |
| 5.               | "Caught... in a Dream"       | Broadrick, Bullen, Ratledge | 1:47       |
| 6.               | "Polluted Minds"             | Broadrick                   | 0:58       |
| 7.               | "Sacrificed"                 | Bullen                      | 1:06       |
| 8.               | "Siege of Power"             | Bullen                      | 3:59       |
| 9.               | "Control"                    | Broadrick, Bullen           | 1:23       |
| 10.              | "Born on Your Knees"         | Broadrick, Bullen           | 1:48       |
| 11.              | "Human Garbage"              | Broadrick, Bullen           | 1:32       |
| 12.              | "You Suffer"                 | Broadrick, Bullen           | 0:01       |
| Tổng thời lượng: | Tổng thời lượng:             | Tổng thời lượng:            | 19:30      |

Tất cả lời bài hát được viết bởi Jim Whitely; tất cả nhạc phẩm được soạn bởi Napalm Death.
| Mặt B            | Mặt B                     | Mặt B      |
| STT              | Nhan đề                   | Thời lượng |
| ---------------- | ------------------------- | ---------- |
| 1.               | "Life?"                   | 0:43       |
| 2.               | "Prison Without Walls"    | 0:38       |
| 3.               | "Point of No Return"      | 0:35       |
| 4.               | "Negative Approach"       | 0:32       |
| 5.               | "Success?"                | 1:09       |
| 6.               | "Deceiver"                | 0:29       |
| 7.               | "C.S."                    | 1:14       |
| 8.               | "Parasites"               | 0:23       |
| 9.               | "Pseudo Youth"            | 0:42       |
| 10.              | "Divine Death"            | 1:21       |
| 11.              | "As the Machine Rolls On" | 0:42       |
| 12.              | "Common Enemy"            | 0:16       |
| 13.              | "Moral Crusade"           | 1:32       |
| 14.              | "Stigmatized"             | 1:03       |
| 15.              | "M.A.D."                  | 1:34       |
| 16.              | "Dragnet"                 | 1:01       |
| Tổng thời lượng: | Tổng thời lượng:          | 13:34      |

## Thành phần hàm gia

### Mặt A
- Nik Napalm – giọng, bass
- Justin Broadrick – guitar, giọng ("Polluted Minds")[14]
- Mick Harris – trống

### Mặt B
- Lee Dorrian – giọng
- Jim Whitely – bass
- Bill Steer – guitar
- Mick Harris – trống, giọng

### Thành phần sản xuất
- Napalm Death – sản xuất
- Unseen Terror – sản xuất
- Head of David – sản xuất (mặt A)
- Dig – sản xuất (mặt B), layout
- Mick Ivory – kỹ thuật
- Jeff Walker – bìa đĩa
- Nick Royles – nhiếp ảnh

## Bảng xếp hạng
| Bảng xếp hạng (1987) | Vị trí cao nhất |
| -------------------- | --------------- |
| UK Indie Chart       | 7               |